# 动物模型
动物模型是活的非人类动物，在调查与研究人类疾病期间使用，以达成更好地理解疾病，并避免对真人造成损害的附加风险的目的。动物的选择，通常满足生物分类所确定的对人类等价性，因而其对疾病的反应或治疗方法与人类的生理需要相似。许多用于人类疾病治疗或治愈的药物，都使用了动物模型。在发育过程的学习和研究中代表具体的生物分类群的动物模型，也称为“模式生物”。
準備適當的測驗動物：
『選擇適合動物的實驗』意思即為替實驗『準備適當的測驗動物』（Preparation of Appropriate Animal for Testing），有適當的動物模式才能得到較真實及具可信度的實驗與研究結果。因此在正式實驗之前，能做先前實驗（pretest）確定何者為適當的測驗動物就至關重要。一般來說，『準備適當的測驗動物』（Preparation of Appropriate Animal for Testing）的實驗，必定要以實驗所針對的主要問題實際去作先前測試實驗（pretest），如此方可模擬正式實驗實際情況。也就是說『準備適當的測驗動物』，是以動物實際進行實驗，只是用的動物數量比正式實驗動物來的少量，另外實驗時間也可以縮短。